# Кэш запросов (СУБД)
Кэш запро́сов в СУБД — область оперативной или внешней памяти, хранящей план выполнения запроса, соответствующий запросу с определённой семантикой. Кэш запросов используется для уменьшения времени ответа СУБД для часто используемых запросов.
План выполнения запроса помещается в кэш и ассоциируется с синтаксическим деревом или текстом запроса. Впоследствии, если семантика входящего запроса соответствует семантике некоторого запроса, помещённого в кэш, то СУБД использует сохранённый план выполнения, а не генерирует его.
Перед помещением в кэш запрос очищается от элементов, не влияющих на структуру плана. Такими элементами могут быть, например, константы.